# Салмин, Антон Кириллович
Антон Кириллович Салмин (род. 20 октября 1949 года, Старое Ахпердино, Батыревский район) — советский этнолог, религиовед, доктор исторических наук. Ведущий научный сотрудник Центра европейских исследований Музея антропологии и этнографии имени Петра Великого (Кунсткамера) Российской академии наук.

## Основные научные достижения
Первый монографический анализ этнической истории чувашского народа; первая монография об академических исследованиях этнической самобытности чувашского народа; первое научное обоснование системы традиционных обрядов и верований чувашей; первое монографическое исследование чувашских сказок о богатырях. 
Учителя в науке ‒ академик РАН И. М. Стеблин-Каменский, член-корреспондент РАН С. А. Арутюнов, доктор исторических наук Н. Л. Жуковская, доктор филологических наук Б. Н. Путилов, professor Peter Golden.

## Работа
Работал старшим лаборантом, ассистентом ЧГУ (1974—1977), переводчиком газеты «Коммунизм ялавĕ» (1978—1983). В 1986—2004 в Чувашском научно-исследовательском институте языка, литературы, истории и экономики при Совете Министров Чувашской АССР (с 1994 года — ЧГИГН): старший, ведущий научный сотрудник отдела этнологии и антропологии, заведующий лабораторией религиоведения. С 2004 года старший научный сотрудник Библиотеки РАН и ведущий научный сотрудник Музея антропологии и этнографии им. Петра Великого (Кунсткамера) РАН (Санкт-Петербург). Докторскую диссертацию защитил в 1992 на тему «Народная религиозно-обрядовая система чувашей». Этнографические труды посвящены чувашской народной обрядности (типологизация, выявление семантики и т.д.), религиозным верованиям чувашей. 
Разработал методологию ретроспективного анализа фольклорных жанров на основе этнографических связей. Изучает проблемы этнологии религии, систематики и семиотики чувашских народных обрядов. Автор около 80 научных трудов, в т.ч. 9 монографий.

## Награды
- Заслуженный деятель науки Чувашской Республики (2015)